# ТГ105
ТГ105 — опытный советский грузовой шестиосный тепловоз с гидропередачей.

## История
В 1960 г. Луганский тепловозостроительный завод им. Октябрьской революции разработал проект грузового шестиосного тепловоза с гидропередачей, а в 1961 г. построил этот тепловоз и присвоил ему обозначение ТГ105-001. На тепловозе применён несущий кузов ферменного типа с наружной обшивкой из алюминиевых листов. При изготовлении кузова отдельно собирались нижняя рама, боковые фермы, каркасы потолочных холодильников и кабины машиниста. Последние соединены с остальными элементами кузова через резиновые прокладки.
Кузов опирается на две трёхосные тележки бесшкворневого типа через четыре боковые пружинные опоры (на каждую тележку).
Рессорное подвешивание выполнено двухступенчатым и состоит из цилиндрических пружин, резиновых прокладок и амортизаторов трения. Статический прогиб рессорной системы первой ступени — 54 мм, второй — 64 мм. Горизонтальные силы от рамы тележки к кузову передаются через четыре упругих поводка. Буксы бесчелюстные с роликовыми подшипниками. Колеса цельнокатаные диаметра 1050 мм.
На тепловозе установлен дизель 10Д100А номинальной мощности 3000 л. с. при 850 об/мин., отличающийся от серийного 10Д100 системой пуска сжатым воздухом.
Передача вращающего момента от вала дизеля к колёсным парам каждой тележки осуществлена при помощи сдвоенных комплексных гидротрансформаторов ГТК-Л1, двухскоростных КПП, расположенных на рамах тележек, поперечных карданных валов, конических редукторов, также установленных на раме тележки, и осевых редукторов с цилиндрическими зубчатыми колёсами. Передаточное отношение первой передачи 1:9,60, второй — 1:4,75, осевого редуктора 1:4,23; передаточное число повышающего редуктора КПП на первой ступени — 2,69, на второй — 2,97.
Холодильники потолочные, с отдельными системами охлаждения воды дизеля (ребристые плоские трубки), масла дизеля (ребристые трубки с турбулизаторами) и воды интеркулера. Масло гидропередачи охлаждается водой дизеля. Привод вентиляторов холодильников гидростатический.
АКБ щелочная, 48ТЖН-250, компрессор ДК-3/9, приводится небольшим дизелем, вырабатывает сжатый воздух для тормозной системы и пуска дизеля 10Д100А. Тепловоз имеет запасы топлива 8000 л, воды 1500 л, масла для дизеля 1450 л, масла для гидропередач 2×600 л и песка 600 кг. Проектный вес тепловоза 120 т, фактический — около 130 т. Сила тяги при скорости 25 км/ч — 23 500 кгс, конструктивная скорость 100 км/ч. Расчетный КПД тепловоза в рабочем диапазоне скоростей — 27,5—30 %.
Попытка конструкторов приспособить мощный низкооборотный дизель 10Д100 к двум гидравлическим передачам потребовала создания специального повышающего редуктора с двухсторонней раздачей мощности и сложной системой валов. Эта конструкция передачи мощности от дизеля к коробкам гидропередач оказалась громоздкой и не перспективной.